# Belvosia wiedemanni
Belvosia wiedemanni là một loài ruồi trong họ Tachinidae.